# VfL Hameln
| VfL Hameln | VfL Hameln                                                               |
| --- | ------------------------------------------------------------------------ |
| Gegründet: | 1849                                                                     |
| Vereinsfarben: | Blau und Weiß                                                            |
| Mitglieder: | 2800 (Handballabteilung ca. 240)                                         |
| Anschrift: | VfL Hameln von 1849 e. V. Fahlte 4–6 31787 Hameln                        |
| Liga: | Handballoberliga Niedersachsen                                           |
| Spielstätten: | Halle Nord, Hameln Rattenfängerhalle, Hameln Sporthalle Afferde, Afferde |
| Platzierung der letzten Saison: | Platz 9 Oberliga Niedersachsen                                           |
| Größte Erfolge der Handballmannschaft: |                                                                          |
| - Deutscher Vizemeister 1994 - Vize-Europapokalsieger 1996 - Meister der 2. Bundesliga 1986, 1991, 2000 - Erreichen des DHB-Pokal Final Four Saison 1992/93, Saison 1993/94 |                                                                          |

Der VfL Hameln ist ein deutscher Sportverein aus der niedersächsischen Stadt Hameln. Bekannt ist der Verein vor allem durch seine Handballabteilung, die zwischen 1986 und 2002 insgesamt zehn Spielzeiten in der ersten Handball-Bundesliga absolvierte.

## Abteilungen
- Asiatischer Kampfsport
- Badminton
- Basketball
- Cricket
- Gesundheitssport
- Gymnastik
- Handball
- Yoga
- Leichtathletik
- Schwimmen
- Tischtennis
- Turnen
- Trampolin
- Volleyball
- Wandern

## Die Handballabteilung

### Bundesliga-Mannschaft
Die erste Männermannschaft stieg als Meister der zweiten Bundesliga Nord 1986 erstmals in die erste Handball-Bundesliga auf. Dort konnte die Mannschaft sich jedoch nicht halten und stieg nach nur einer Spielzeit als Tabellenvierzehnter wieder in die Zweitklassigkeit ab. 1990 wechselte dann Rekord-Nationalspieler Frank-Michael Wahl zu der Mannschaft aus der Rattenfängerstadt, die in den nächsten Jahren mehrfach ihren Vereinsnamen ändern sollte. So wurde aus dem VfL Hameln durch den Einstieg eines Sponsors die SG VfL/BHW Hameln.
Das „BHW“ war dabei offiziell Abkürzung für den VfBHW, den „Verein für Ballsport Hameln/Weser“, der heute noch im Volleyball aktiv ist und auch nach der Auflösung der SG Hameln noch mit einer Frauenmannschaft am Handball-Spielbetrieb teilnimmt. Zugleich war das BHW aber auch eine Reverenz an den damaligen Hauptsponsor BHW, aber nicht offiziell, da Namenssponsoring im deutschen Handball nicht erlaubt ist. Gegen die Bezeichnung VfL/BHW Hameln hat der VfL Gummersbach geklagt, war aber erfolglos geblieben.
Vor der Fertigstellung der Rattenfängerhalle in Hameln im Jahr 1988, die 2400 Zuschauer fasst, absolvierte der VfL einige Punktspiele in der Stadionsporthalle (heute: Swiss Life Hall) in Hannover.
Mit Wahl gelang bereits nach einem Jahr der Wiederaufstieg in die höchste deutsche Spielklasse. Schon im ersten Jahr wurde die Saison 1991/92 mit dem vierten Platz beendet. Es folgte in der Spielzeit 1992/93 ein fünfter Platz, bis in der Saison 1993/94 mit der Vizemeisterschaft hinter dem THW Kiel der bisher größte Erfolg des Vereins gefeiert werden konnte.
In den Spielzeiten 1992/93 sowie 1993/94 wurde jeweils im DHB-Pokal das Halbfinale erreicht. In den beiden Final-Four Turnieren verlor der VfL allerdings in beiden Jahren gegen den jeweils späteren Sieger SG Wallau-Massenheim (im Halbfinale 1993 in Frankfurt mit 17:24 sowie im Halbfinale 1994 in Hamburg mit 21:26). Dies gelang zuvor nur in der Saison 1983/84 mit dem Erreichen des Halbfinales gegen den späteren Sieger TV Großwallstadt (16:21-Niederlage).
In der darauffolgenden Saison erreichte der Verein das Halbfinale des Europapokals EHF-Cup und scheiterte dort knapp am späteren Sieger und spanischem Spitzenclub BM Granollers. Das Hinspiel konnte in der heimischen Rattenfängerhalle mit 26:24 gewonnen werden, das Rückspiel ging mit 21:28 verloren. In der Saison 1995/96 erreichte der Verein sogar das Europapokalfinale um den Euro-City-Cup. Zuvor schaltete man u. a. im Halbfinale den ungarischen Spitzenclub Pick Szeged aus. Dort verlor man mit 21:22 und 21:27 gegen Drammen HK aus Norwegen.
Doch dieses Niveau konnte der Verein nicht lange halten. In den folgenden Spielzeiten folgten ein fünfter, ein zehnter und ein dreizehnter Platz. In der Saison 1997/98 musste der Verein als Fünfzehnter wieder in die zweite Liga absteigen. Pech für den Verein war dabei, dass der Mannschaft vier Punkte – die den Klassenerhalt bedeutet hätten – aus zwei Spielen (SG Hameln – TUSEM Essen 32:30, SG Hameln – VfL Gummersbach 23:19), wegen des Einsatzes eines nicht spielberechtigten Spielers (Finur Johanesson), als verloren gewertet wurden.
Am Wiederaufstieg 1998/99 scheiterte Hameln in der ersten Relegationsrunde gegen den TV 08 Willstätt (24:27 (H), 21:24 (A)) und in der zweiten Relegationsrunde, nur aufgrund der auswärts weniger erzielten Tore, gegen den TuS Schutterwald (16:21 (A), 23:18 (H)). Doch der Aufstieg sollte im darauffolgenden Jahr gelingen. Die Saison 2000/01 schloss der Aufsteiger als Fünfzehnter. Aber 2001/02 kam als Tabellenletzter der erneute Abstieg. Mit diesem Abstieg gab es erhebliche finanzielle Probleme. Im April 2002 hatte eine Gesellschafter-Versammlung die Rückgabe der Bundesliga-Lizenz beschlossen. Der Verein war mit 1,3 Millionen Euro hoch verschuldet. Im November 2001 wurde bereits ein Antrag auf Insolvenz gestellt. Da viele Gläubiger auf einen Großteil ihrer Forderungen verzichteten, konnte diese jedoch abgewendet werden.

### Regional- und Oberliga
Ab der Saison 2002/03 spielte die SG Hameln (ab der Saison 2006/07 wieder als VfL Hameln) in der Regionalliga Nord. Dabei erreichte die Mannschaft zum Saisonabschluss Tabellenplätze im Bereich von fünf bis acht. Des Weiteren wurden die Spiele nicht mehr in der Rattenfänger-Halle, sondern in der Halle Nord (auch bekannt als Hölle Nord) ausgetragen. In der Spielzeit 2007/2008 erreichte das Team einen 10. Platz. In der darauffolgenden Saison wurde ein 13. Rang erreicht, der durch den Abstieg des OHV Aurich und dem TSV Bremervörde den Abstieg in die Oberliga bedeutete. Da allerdings die komplette Mannschaft gehalten werden konnte, ging der VfL als einer der Aufstiegsfavoriten in die Saison 2009/2010 der Handballoberliga Niedersachsen. Dieser Erwartung konnte er aber aufgrund von schlechten Ergebnissen, gerade in der eigenen Halle, nicht gerecht werden. Die Folge war somit der Gewinn der Vizemeisterschaft, welche allerdings nicht zum Aufstieg in die neue viergleisige 3. Liga berechtigte. Meister und in der gesamten Saison stärkster Konkurrent des VfL war der Lehrter SV, welcher sich somit in der folgenden Saison eine Klasse höher beweisen konnte. Trainer blieb der ehemalige Handballnationalspieler Hajo Wulff, der als Spieler beim VfL Hameln, GWD Minden und Frisch Auf Göppingen aktiv war. Aufgrund des personellen Aderlasses wurde eine Platzierung im oberen Drittel der Liga angestrebt und mit dem 6. Platz beinahe erreicht.
Nach dem Rücktritt von Hajo Wulff übernahm in der Saison 2011/2012 Sönke Koß das Traineramt. Unter seiner Regie erreichte der VfL in den nächsten drei Spielzeiten den 3., 4. und 2. Tabellenplatz der Oberliga Niedersachsen. In den weiteren Jahren konnte die Mannschaft trotz personeller Umbrüche die Ligazugehörigkeit bestätigen und weitere einstellige Tabellenplätze erreichen.

### Jugend
Den größten Erfolg der Jugendabteilung feierte der Verein im Jahr 1983, als die weibliche A-Jugend des VfL mit Erfolgen u. a. über VfL Oldenburg und die Reinickendorfer Füchse Berlin durch einen Finalerfolg über Vorwärts Wettringen die Deutsche Meisterschaft gewann.
Die männliche A-Jugend des Vereins stieg nach der Saison 2013/2014 in die  A-Jugend Bundesliga (Staffel Ost) auf. Der Klassenerhalt wurde allerdings verpasst.

### Erfolge
- Deutscher Meister weibliche A-Jugend 1983[8]
- Halbfinalteilnahme am DHB-Pokal 1993 und 1994
- Deutscher Vizemeister 1994
- Halbfinale EHF-Pokal 1995
- Finale Euro-City-Cup 1996[9]
- Meister der 2. Handball-Bundesliga der Jahre 1986,[10] 1991,[11] 2000[12]

### Bekannte ehemalige Spieler
- Morten Bjerre
- Fernando Bolea
- Jan Fegter
- Christian Gaudin
- Waleri Pawlowitsch Gopin
- Matthias Hahn
- Stephan Hauck
- Markus Hönnige
- Stein Olaf Sando
- Nedeljko Jovanović
- Daouda Karaboué
- Jovan Kovačević
- Wassili Kudinow
- Jörg-Uwe Lütt
- Maik Machulla
- Pepi Manaskov
- Eduard Wladimirowitsch Moskalenko
- Jan Paulsen
- Damir Radončić
- Frode Scheie
- Wieland Schmidt
- Dragan Škrbić
- Frank-Michael Wahl
- Hajo Wulff
- Aaron Ziercke
- Ian Marko Fog

### Bekannte ehemalige Trainer
- Michael Biegler
- Alfreð Gíslason
- Sead Hasanefendić
- Péter Kovács
- Volker Mudrow
- Urs Mühlethaler
- Paul Tiedemann
- Frank-Michael Wahl
- Henning Sohl

## Statistiken

### Erste Handball-Bundesliga
| Saison  | Rang | Punkte | Tore    | Zuschauerquote | Top-Torjäger    | (Tore/7M) | Trainer                                                                                        |
| ------- | ---- | ------ | ------- | -------------- | --------------- | --------- | ---------------------------------------------------------------------------------------------- |
| 1986/87 | 14.  | 9:43   | 475:550 | 1092           | Martin Baumann  | (90/14)   | Fritz Spannuth                                                                                 |
| 1991/92 | 4.   | 35:17  | 578:499 | 2323           | Matthias Hahn   | (116/12)  | Peter Kovacs                                                                                   |
| 1992/93 | 5.   | 37:31  | 737:716 | 2494           | Stephan Hauck   | (141/35)  | Nicola Beslac                                                                                  |
| 1993/94 | 2.   | 46:22  | 797:722 | 2382           | Pepi Manaskov   | (137/16)  | Sead Hasanefendić                                                                              |
| 1994/95 | 5.   | 35:25  | 696:682 | 2133           | Pepi Manaskov   | (144/21)  | Sead Hasanefendić                                                                              |
| 1995/96 | 10.  | 30:30  | 743:755 | 2093           | Pepi Manaskov   | (147/18)  | Urs Mühlethaler                                                                                |
| 1996/97 | 13.  | 20:40  | 723:756 | 2047           | Pepi Manaskov   | (119/3)   | Urs Mühlethaler (Spieltag 1. bis 9.), Paul Tiedemann (10. bis 30.)                             |
| 1997/98 | 15.  | 14:41  | 672:743 | 2043           | Dragan Škrbić   | (157/29)  | Alfreð Gíslason                                                                                |
| 2000/01 | 15.  | 30:46  | 916:982 | 1674           | Damir Radončić  | (174/15)  | Michael Biegler (Spieltag 1. bis 11.), Jürgen Kloth (12. bis 21.), Nicola Beslac (22. bis 38.) |
| 2001/02 | 18.  | 9:59   | 803:981 | 1221           | Jovan Kovačević | (171/27)  | Nikola Beslač (Spieltag 1. bis 10.), Volker Mudrow (11. bis 34.)                               |

In der aktuellen „Ewigen Tabelle“ der 1. Handball-Bundesliga belegt der VfL Hameln nach zehn Jahren Bundesliga-Zugehörigkeit mit 310 absolvierten Spielen und 265 Punkten den 26. Platz (Stand nach der Saison 2015/2016).

### Zweite Handball-Bundesliga
| Saison    | Rang | Punkte | Tore    | Trainer                                                                       |
| --------- | ---- | ------ | ------- | ----------------------------------------------------------------------------- |
| 1990/91   | 1.   | 47:5   | 617:456 |                                                                               |
| 1998/99   | 2.   | 64:4   | 894:686 | Alfreð Gíslason (Spieltag 1. bis 34.), Frank-Michael Wahl (Relegationsspiele) |
| 1999/2000 | 1.   | 52:12  | 790:561 | Frank-Michael Wahl (Spieltag 1. bis 19.), Michael Biegler (20. bis 34.)       |